# The Five(ish) Doctors Reboot

The Five(ish) Doctors Reboot (→다섯 명(쯤)의 닥터 리부트)는 2013년 영국 BBC의 SF 드라마 닥터 후의 50주년 특집으로 공식 제작된 코미디 상황극이다. 50주년 특집 에피소드 "The Day of the Doctor" 방송 직후, BBC 레드 버튼 서비스에서 공개되었다.
감독과 각본은 5대 닥터의 배우인 피터 데이비슨이 맡았으며, 본인을 비롯해 옛 닥터 배우인 실베스터 매코이, 콜린 베이커, 폴 맥건이 주연을 맡았다. 제작 당시 현역 닥터였던 맷 스미스와 동행자 제나 콜먼은 물론, 10대 닥터의 데이비드 테넌트와 잭 하크니스 역의 존 배로먼도 비중 있게 등장하였다. 이와 더불어 당시 닥터 후의 총괄 프로듀서였던 스티븐 모팻, 전임 프로듀서 러셀 T 데이비스를 비롯해 닥터 후와 인연이 있는 수많은 인물들이 본인 역으로 출연, 패러디스러운 연기를 펼치고 있다.
극의 제목 자체는 5대 닥터 시절 멀티 닥터 에피소드 <The Five Doctors>를 패러디한 것으로, 줄거리는 닥터 후 50주년 기념 에피소드에 출연해 달라는 연락을 받지 못해 불만을 품은 피터 데이비슨, 콜린 베이커, 실베스터 맥코이가, 에피소드 촬영장에 잡입하면서 겪는 좌충우돌 이야기로 채워져 있다.
<The Five(ish) Doctors Reboot>는 "The Day of the Doctor", <An Adventure in Space and Time>, "The Name of the Doctor"와 함께 2014년 휴고상 드라마단편부문상 후보로 올랐다.

## 줄거리

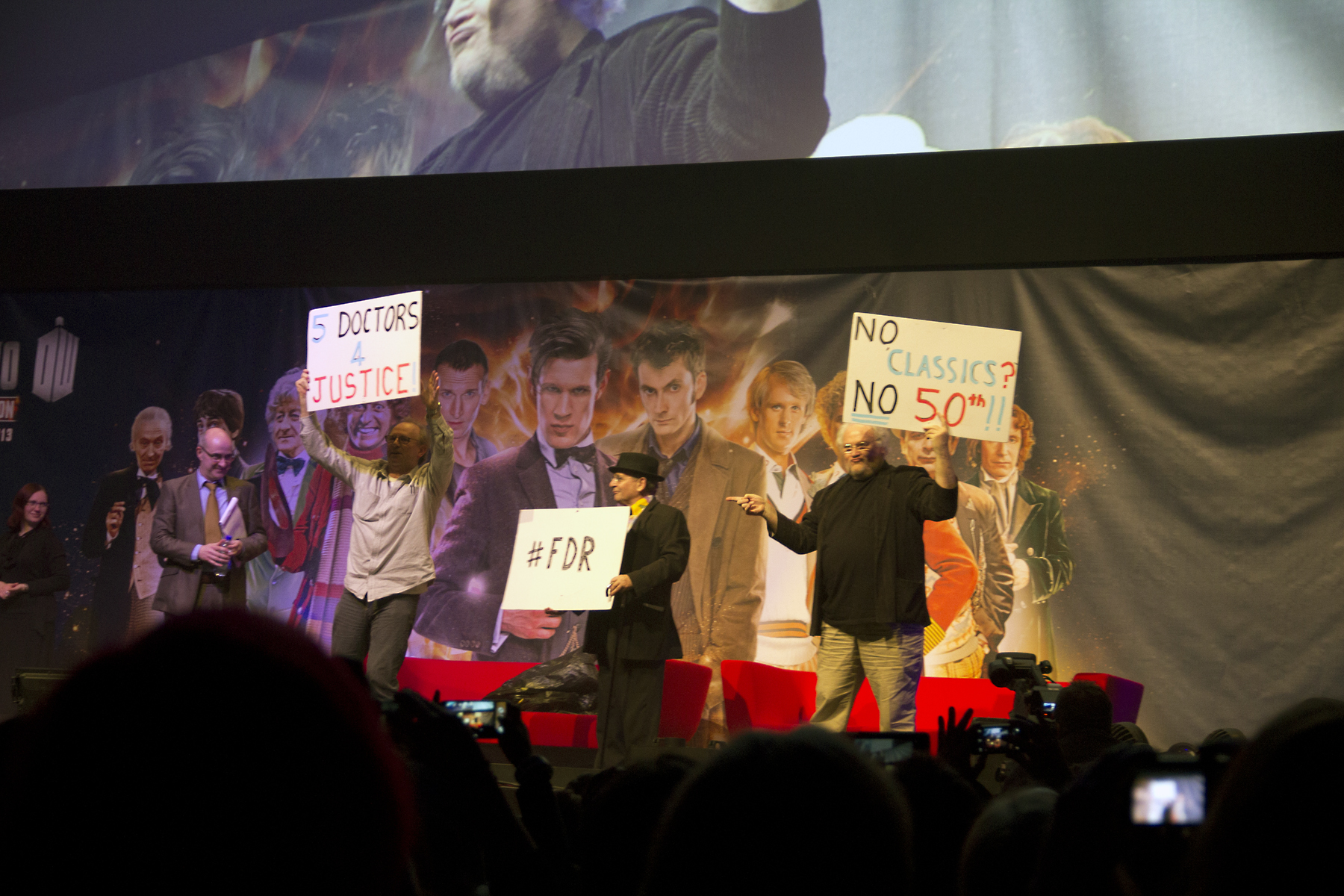
작중 사용된 피켓 소품과 함께 닥터후 50주년 기념 주간행사에 참석한 데이비슨, 매코이, 베이커.

어느 공원에서 배우 숀 퍼트위 (3대 닥터 배우 존 퍼트위의 아들)와 올리비아 콜먼 (뉴 시즌 5 출연)이 자신들의 향후 출연작에 대해 대화를 나누는 것으로 시작된다. 그런데 두 사람 모두 "The Five(ish) Doctor Reboot", 즉 지금 이 프로그램의 출연 제의는 못 받았다고 털어놓는다. 콜먼은 자기가 "온갖 작품에 다 나오니" 무시한다며 불평을 터뜨린다.
2012년 크리스마스날, 5대 닥터 배우 피터 데이비슨은 아들 루이스, 조엘과 함께 닥터후 크리스마스 특집 에피소드 "The Snowmen"을 시청하고 있었다. 루이스와 조엘은 피터에게 내년이면 50주년 특집이 방영될 텐데 그때 아빠도 나오는지, 아니면 그냥 최근에 닥터를 맡았던 데이비드 테넌트와 맷 스미스만 출연하는 것인지 묻는다. 내년 특집에 출연할 것을 은근히 기대하게 된 피터는 꿈속에서 50주년 특집에 다시 초대되어 제작진들로부터 특별한 대우를 받다가, 느닷없이 재닛 필딩 (5대 닥터의 동행자 티건 조반카 배우)이 나타나 옛날 닥터는 아무도 그런 초대 못 받을 거라고 쓴소리를 날리면서 꿈에서 깨고 만다.
해가 바뀌고 수 개월이 흐르면서, 피터는 물론 6대 닥터 배우 콜린 베이커, 7대 닥터 배우 실베스터 맥코이 세 사람은 50주년 특집에 출연해 달라는 연락를 간절히 기다린다. 기다리다 지친 피터는 닥터후 컨벤션 행사에 참석했다가 호텔 안내원이 못 알아보는 굴욕을 당하고, 팬 사인회에서는 이번에 출연하냐는 질문까지 받는다. 참다 못한 피터는 연락해봐도 받지 않는 닥터 후 총괄 프로듀서 스티븐 모펏에게 음성사서함 메시지를 남겨보지만, 모펏은 피터는 물론 똑같이 연락해온 콜린, 실베스터의 메시지까지 삭제해 버리고는 10대 닥터와 11대 닥터의 피규어를 갖고 노는 데 더 열중한다. 메시지가 재생되는 와중에 실베스터는 <호빗: 뜻밖의 여정>에, 콜린은 정글 생존 프로그램에 출연하고 있었다는 사실이 밝혀진다.
이후 또다른 닥터후 행사에서 한자리에 모인 피터, 콜린, 실베스터 세 사람은 8대 닥터 배우 폴 맥갠을 만나 50주년 특집 출연 계획에 동참해 달라면서도, 자신들 몰래 출연하는 것 아니냐며 의심의 눈초리를 보낸다. 또 본편 출연에 도움되리라는 마음에서 4대 닥터 배우 톰 베이커에게 연락해 보지만, 전화를 받은 건 톰 베이커가 아니라 4대 닥터로 시간 소용돌이에 갇혀 버렸다는 엉뚱한 대사를 날린다. 한편 소속사로부터 닥터후 출연 건에 관해 별다른 소식을 듣지 못한 폴 맥갠은 자기도 계획에 함께하고 싶다고 밝힌다. 행사가 끝나고 실베스터는 호빗 촬영을 계속하기 위해 뉴질랜드로 돌아가지만, 피터 잭슨 감독이 아무것도 안 시키고 앉아있게만 하자 영국으로 다시 가기로 마음먹는다.
세 사람이 꾸민 50주년 특집 출연을 위한 계획이란 건 다름아닌 런던 BBC 텔레비전 센터 바로 앞에서 피켓을 들고 항의 시위를 벌이는 것이었다. 폴 맥갠은 촬영이 있다며 빠지고 세 사람만 남아 시위하던 그 시각, 지구 반대편 뉴질랜드 촬영장에서 잭슨 감독은 이언 매켈런과의 촬영을 앞두고 온데간데없이 사라져 버린 실베스터를 찾고 있었다. 매켈런은 그 사람 없으면 이 씬도 "좀 낫지 않겠냐"며 일침을 놓는다. 다시 런던에서, 지나가던 존 배로먼 (잭 하크니스 배우)가 세 사람에게 이제 닥터후는 런던에서 안 찍고 카디프에서 찍는다고 알려준다. 영국에서 게이 배우로 이름난 존이 사실 아내와 자식들을 두고 있다는 비밀을 세 사람에게 들켜 버린다. 그 비밀을 함구하는 것을 조건으로 배로만은 차에 타고 있던 아내와 자식들을 버리고 세 사람을 태워 카디프까지 데려다 준다. 차 안에서 세 사람은 존이 부르는 뮤지컬 곡을 계속 듣고, 그 뮤지컬 곡의 CD를 선물받는다.
세 사람은 닥터후 박물관인 닥터 후 익스피리언스에 들어가 존 배로먼의 CD를 입장료로 낸 뒤,전시장에서 발견한 본인들의 옛 닥터 의상을 훔쳐 입는다. 그 사이 피터는 딸 조지아 테넌트를 거쳐, 사위 데이비드 테넌트 (10대 닥터 배우)의 도움으로 50주년 특집 에피소드 "The Day of the Doctor"의 제작이 이뤄지고 있는 촬영장 뒷문에 잠입해 들어간다. 오긴 왔는데 어떻게 하면 촬영에 참여할 수 있을지 고민하던 세 사람은 달렉 배우 세 명을 방에 가둔 뒤, 달렉 소품 속에 들어가 세트장으로 나아간다. 달렉 역으로 성공적으로 촬영을 마치고 한동안 그곳에 숨어있던 세 사람은 자신들을 뒤쫓던 경비원에게 사인을 남겨주며 따돌린 뒤 무사히 탈출하여 런던으로 돌아가는 버스를 탄다. 돌아가는 길에서 피터는 닥터후 전임 총괄 프로듀서 러셀 T 데이비스로부터 연락을 받는데, 자기도 50주년 특집에 초대를 못 받았는데 데이비슨씨의 프로젝트에 출연하게 해 달라는 말에 그냥 끊어 버린다.
쿠키 영상에서 최종 편집을 하던 모펏은 세 사람이 달렉으로 출연한 씬을 삭제해 버린다. 그러나 모펏을 대신해 이어서 작업하던 편집자가 다른 씬을 검토하다가, 세 사람이 지하 갤러리 세트장에서 경비원을 피하려고 수의를 뒤집어썼다가 얼떨결에 카메라에 잡혀 또 출연하게 된 것을 발견한다. 별 문제 없냐는 모펏의 말에 편집자는 괜찮다며 얼렁뚱땅 넘긴다. 결국 세 닥터는 50주년 특집에 출연하게 되었다.

## 캐스팅 (등장 순)
대부분의 배우들이 본인 역으로 출연했다. 따라서 아래 캐스팅 목록에는 본인 역일 경우에는 소개를 생략하였다. 이와 더불어 닥터 후에서의 출연 내지는 인연을 소개하였다.
- 숀 퍼트위 – 3대 닥터 배우 존 퍼트위의 아들
- 올리비아 콜맨 – 2010년 시즌 5 "The Eleventh Hour"의 엄마 역으로 출연, ITV 드라마 <브로드처치>에서 10대 닥터 배우 데이비드 테넌트, 13대 닥터 배우 조디 휘태커와 함께 공동 주연으로 출연
- 피터 데이비슨 – 5대 닥터 배우
- 루이스 데이비슨, 조엘 데이비슨 - 피터 데이비슨의 아들
- 맷 스미스 – 11대 닥터 배우
- 제나 콜먼 – 11대와 12대 닥터의 동행자 클라라 오스왈드 배우
- 스티븐 모펏 – 닥터후 총괄 프로듀서 및 수석작가 (2010년~2017년)
- 헤디조이 테일러웰치 – 닥터후 제작진, 제3보조감독 (2007년~2013년)
- 루이자 캐벨 – 닥터후 보조감독 (2013년)
- 로렌 킬커 – 2013년 50주년 특집 "The Day of the Doctor" 의상보조
- 제임스 더헤이빌런드 – 닥터후 제2보조감독 (2006년, 2008년~)
- 재닛 필딩 - 4대와 5대 닥터의 동행자 티건 조반카 배우
- 슬베스터 매코이 – 7대 닥터 배우
- 콜린 베이커 – 6대 닥터 배우
- 리스 토머스 - 코미디언, 배우, 작가, 닥터후 팬
- 조지아 테넌트 – 2008년 시즌4 "The Doctor's Daughter"의 제니 역으로 출연. 피터 데이비슨 (5대 닥터 배우)의 딸, 데이비드 테넌트 (10대, 14대 닥터 배우)의 아내. 본 작품 프로듀서
- 올리비아 단리 – 조지아 테넌트의 친구이자 배우, 2009년 닥터후 스페셜 "Planet of the Dead"에 출연한 애덤 제임스의 애인
- 니키 워들리 - 8대 닥터 오디오극 한정 동행자 탬신 드루 배우, 10대 닥터 동행자 도나 노블 역의 캐서린 테이트의 친구
- 마리언 베이커 – 콜린 베이커의 아내
- 케이티 매닝 - 3대 닥터 동행자 조 그랜트 배우
- 루이즈 제임슨 - 4대 닥터 동행자 릴라 배우
- 캐럴 앤 포드 – 1대 닥터 동행자 수전 포어맨 배우
- 디보라 와틀링 - 2대 닥터 동행자 빅토리아 워터필드 배우
- 소피 올드레드 - 7대 닥터 동행자 에이스 배우
- 새라 서튼 - 4대와 5대 닥터 동행자 니사 배우
- 랄라 워드 - 4대 닥터 동행자 로마나 배우, 4대 닥터 배우 톰 베이커의 전 아내
- 존 리슨 - 4대와 10대 닥터의 동행자 로봇개 K-9의 성우
- 애너키 윌스 - 1대와 2대 닥터 동행자 폴리 배우
- 리자 보워맨 - 7대 닥터 오디오극 한정 동행자 캐라, 버니스 서머필드 배우
- 매튜 워터하우스 - 4대와 5대 닥터 동행자 애드릭 배우
- 폴 맥갠 – 8대 닥터 배우
- 존 컬쇼 - 톰 베이커 (4대 닥터 배우)의 성대모사 배우
- 제마 처칠 - 닥터후 오디오극 <Creatures of Beauty>의 레이디 폴리언 성우
- 루시 베이커, 빈디 베이커, 롤리 베이커, 로지 베이커 - 콜린 베이커의 딸
- 브루노 뒤 부아 - 실베스터 매코이가 라다가스트 역으로 출연한 <호빗: 뜻밖의 여정>의 보조감독
- 피터 잭슨 – <호빗: 뜻밖의 여정> 감독, 닥터후 팬
- 이언 매캘런 – <호빗: 뜻밖의 여정>의 간달프 배우, 2012년 크리스마스 특집 "The Snowmen"의 그레이트 인텔리전스 성우
- 존 배로먼 – 9대, 10대, 13대 닥터 동행자이자 스핀오프 드라마 <토치우드> 주인공 캡틴 잭 하크니스 배우
- 새라 첨 - 닥터후와의 인연은 없이 존 배로먼의 숨겨진 아내 역으로 출연했다. 2000년 드라마 <At Home with the Braithwaithes>에서 5대 닥터 배우 피터 데이비슨과 출연.
- 앨리스 나이트 - 닥터후와의 인연은 없이 존 배로먼의 숨겨진 딸 역으로 출연했다.
- 올리브 테넌트 - 닥터후의 출연 경력은 없이 존 배로먼의 숨겨진 딸 역으로 출연했다. 데이비드 테넌트와 조지아 테넌트의 실제 딸.
- 닉 조던 – 닥터 후 익스피리언스의 스태프
- 브래드 켈리 - 닥터 후 익스피리언스의 홍보매니저
- 데이비드 테넌트 – 10대 닥터, 14대 닥터 배우. 피터 데이비슨의 딸 조지아의 남편.
- 리처드 쿡슨 - 2013년 50주년 특집 "The Day of the Doctor"의 스크립트에디터
- 엘리자베스 모튼 – 피터 데이비슨의 아내
- 마커스 엘리엇 - 경비원으로 출연, 닥터후 뉴 시즌의 미술 부문 보조 제작진.
- 티 테넌트 - 조지아 테넌트의 친아들, 데이비드 테넌트의 양아들
- 바너비 에드워드 - 달렉 배우로 출연, 빅 피니시 프로덕션 오디오극 감독, 니컬라스 페그의 애인
- 니컬라스 페그 - 달렉 배우로 출연, 빅 피니시 프로덕션 오디오극 작가 및 감독, 바너비 에드워드의 애인
- 데이비드 트로턴 - 달렉 배우로 출연. 2대 닥터 배우 패트릭 트라우턴의 아들. 1967년 <The Enemy of the World>, 1969년 <The War Games>, 1972년 <The Curse of Peladon>, 2008년 시즌 4 "Midnight"에 출연. 드라마 <A Very Peculiar Practice>에서 피터 데이비슨과 함께 출연.
- 니컬러스 브리그스 - 달렉 배우로 출연. 실제 달렉 성우. 달렉 뿐만 아니라 닥터후에 등장하는 여러 괴물의 성우를 맡은 바 있으며 빅 피니시 프로덕션 오디오극의 작가, 감독, 총괄프로듀서로도 활동하고 있다.
- 프랭크 스키너 - 달렉 배우로 출연. 코미디언, 닥터후 팬.[6] 2017년 시즌 10 Mummy on the Orient Express"에 출연.
- 애덤 폴 하비 – 조지아 모펫의 전 애인
- 데릭 리치 - 닥터후 스크립트에디터 (2013년~2016년)
- 마이클 허프턴 - 경비원으로 출연.  4대~5대 닥터 시절 닥터후 편집자.
- 댄 스타키 - 2008년 시즌4 "The Sontaran Stratagem"에서 손타란의 스콜 장군 역으로 출연. 2011년~2014년 TV 시리즈의 여러 에피소드에서, 2016년 빅피니시 오디오극에서 스트랙스 역으로 출연.
- 러셀 T 데이비스 – 닥터후 작가, 총괄프로듀서 (2005년~2010년, 2022년~)
- 디스 휴즈 - 닥터후 라인프로듀서 (2012년~2013년)
- 가브리엘라 리치 - 닥터후 보조 프로덕션 코디네이터 (2012년~2013년)
- 샌드라 코스필드 - 2012년 시즌7 "Asylum of the Daleks"의 프로덕션 비서
- 크리스티안 브래싱턴 - 닥터후 오디오극 <The Silver Turk>에서 알프레드 스탈바움 역으로 출연, 조지아 테넌트의 공동작가, 닥터후 감독 제니 파바의 남편

마지막 장면에서 컴퓨터 화면으로 맷 스미스, 제나 콜먼과 함께 제마 레드그레이브도 등장한다. 또 데이비슨, 베이커, 매코이 세 사람이 세트장에 도착한 장면에서 삽입된 "The Day of the Doctor"의 대사 리코딩을 통해 맷 스미스, 데이비드 테넌트와 더불어 존 허트의 목소리도 들어갔다. 두 배우 모두 크레딧에는 싣지 않았다.
한편 각본을 맡은 피터 데이비슨은 4대 닥터 배우 톰 베이커에 대해서도 출연할 것을 염두에 두고 집필하였으나, 정작 베이커가 출연 제의 메일에 회신하지 않았다고 한다. 이에 데이비슨은 톰 베이커가 4대 닥터로 출연할 당시 파업으로 제작되지 못했던 에피소드 <Shada>의 한 장면을 그대로 따와 싣는 것으로, 불참 소식을 위트 있게 풀어냈다.

## 평가
데일리 텔레그래프의 벤 로렌스는 5점 만점에 별점 4개를 매기면서, "드라마에 대한 맛깔나면서도 자꾸 재미있는 오마주", "(본편에) 배우가 몇 나오지 못한 것에 대해 후비안 (닥터후 팬)에게는 만족스러운 농담인 동시에 장난스럽게 파헤친다"고 평했다. 로스앤젤레스 타임스의 TV 평론가 로버트 로이드는 이 프로그램을 50주년 특집과 비교하면서 "그 자체로 똑같이 훌륭하다"고 평했다.

## DVD 출시
공개 직후 DVD로 출시될 것이라는 소문이 몇달간 이어지다가 마침내 2014년 7월 23일 출시 소식이 전해졌다. 2014년 9월 8일 "The Name of the Doctor", "The Night of the Doctor", "The Day of the Doctor", "The Time of the Doctor", <An Adventure in Space and Time>과 함께 "50주년 수집가용 에디션" (50th Anniversary Collectors Edition)이란 이름의 한정판 합본이 DVD, 블루레이로 발매되었다.

## 속편 제작 여부
2014년 6월 폴 맥갠은 본 프로그램의 속편 제작이 시작되었다고 말했다. 공개예정일이나 줄거리, 캐스팅 정보는 공개하지 않았다. 그러나 그해 7월 콜린 베이커는 <플릭스 앤 더 시티>에 출연해 폴 맥갠의 발언을 부정하면서 다음과 같이 밝혔다. "저번에 피터에게 한번 물어봤었다. Five-ish Doctors에 대한 반응이 너무 좋았던 바람에 한편 더 만들만한 좋은 아이디어가 어디 없을까 논의해 봤지만, 이전 것을 무성의하게 따라하는 작업은 하고 싶지 않다는 데 생각을 같이 했다. 만들더라도 최상의 결과물에 역행할 것이다... 우선 정말 좋은 아이디어를 생각해 내야 한다. 몇 가지 가능성이 떠돌고 있지만 확정된 것은 없다. 51주년에 맞춰 뭘 하기엔 좀 재미없지 않은가. 다른 게 있을 지도." 2023년 3월 닥터 후 컨벤션 행사에서 실베스터 매코이는 올해 60주년을 위한 속편을 만들 계획이 있지만, BBC가 허용해줄지는 모르겠다는 말을 남겼다. 
한편 이번 코미디극의 주인공으로 출연한 피터 데이비슨, 콜린 베이커, 실베스터 매코이는 2022년 BBC 100주년 특집 에피소드 "The Power of the Doctor"에서 각자의 닥터 역으로 출연하였다.

## 같이 보기
- The Three Doctors
- The Five Doctors
- The Two Doctors